# 欢愉
《欢愉》（英語：Aanandham）是一部2001年印度泰米尔语劇情片，由N·林古萨米导演，R· B·乔达里制作。演员包括Mammootty, Murali, Abbas, Devayani, Rambha, Sneha, Delhi Ganesh和Srividya。Arthur A. Wilson负责摄影，S. A. Rajkumar为影片作曲配乐。2001年5月25日上映后，这部影片获得了观众的普遍好评，成为当年泰米尔电影票房最高的影片之一。本片被翻拍成了泰卢固语电影《Sankranti》（2005年）。

## 剧情梗概
Thirupathisamy是四个兄弟中最大的一个，他开了家商店来谋生。Thirupathi在家族内的地位很高，因为他负责把家族的衰落从几年前的财务危机中恢复过来。他娶了Bharathi，而Bharathi是一个善良的人，也是个值得信赖的人。Madhavan是家中的次子，他帮助Thirupathi管理店铺。他娶了亲戚Renuka。他与世无争，但Renuka脾气暴躁，经常挑起争端。Kannan是家里的老三，上大学时爱上了同班同学Viji。Viji是Thavasi的独女。她很富有，但性格傲慢。Surya是家里的小儿子，正在读大学。
Renuka认为没有人尊重 Madhavan，大家只敬重Thirupathi，因为 Tirupati管理着商店，而 Madhavan只是负责帮助他。她一直坚持要Madhavan再开一家商店，但是他拒绝了，因为那样会把他和兄弟们分开。Thavasi知道了Viji对Kannan的爱，让他忘掉她。Kannan找到了一份工作，因为他不想违背 Viji父亲的意愿而去德里。
一天， Renuka在家里争吵，说Thirupathi在银行有一个独立的存款账户，而家人却不知道。听到这些，Thirupathi感到非常恼火。突然，Renuka和Madhavan的女儿晕倒，被送往医院。事实上，这个孩子患有严重的疾病，以前只有Thirupati才知道，他为了支付医药费省吃俭用，并没有告诉其他人，怕其他人知道病情后担心。Renuka知道了这件事后，意识到了自己的错误，并向他和Bharathi道歉。
后来，他们开了一个碾米厂。Thirupathi得知 Kannan爱上了 Viji，于是去见了 Tavasi并向他求婚。萨瓦西同意结婚，条件是 Kannan必须和 Viji住在他家，因为他不想结婚后把女儿送到别的地方。Thirupathi同意，但是因为Kannan不会做出这个决定，所以没有通知Kannan。婚礼当天，所有人都辱骂Bharathi多年无子，除了Kannan外，所有人都离开了。Kannan想起这件事，取消了婚礼，回到家里和家人见面。跟在他后面的是 Viji，要他违背父亲的意愿跟她结婚。
Thirupathi说服了这对夫妇，如果他们没有得到Thavasi的同意就结婚，那么他们的社会地位将会受到严重打击。他还说服Viji立即离开她家，以免被人发现。当他们回到家里的时候，发现Thavasi带着一伙人去袭击Thirupathi的家人。但是他无意中听到Thirupathi和Viji的谈话，意识到他是一个善良的人，于是同意他们结婚。最后，Kannan和Viji幸福地结了婚， Viji和大家一起生活在Thirupathi家庭里。

## 演员表
- Mammootty 饰演 Thirupathisamy, eldest son
- Murali 饰演 Madhavan, second son
- Abbas 饰演 Kannan, third son
- Shyam Ganesh 饰演 Surya, youngest son
- Devayani 饰演 Bharathi, Thirupathi's wife
- Rambha 饰演 Renuka, Madhavan's wife
- Sneha 饰演 Viji, Kannan's love interest
- Delhi Ganesh 饰演 the four brothers' father
- Srividya 饰演 Ranganayagi, the four brothers' mother
- Vijayakumar 饰演 Thavasi, Viji's father
- Sashikumar Subramani 饰演 Srinivasan, Renuka's younger brother
- Poonam Singar 饰演 Susheela
- Periyar Dasan 饰演 Accountant
- Sethu Vinayagam 饰演 Susheela's father
- Bava Lakshmanan 饰演 Grocery stall manager
- Ilavarasu
- Besant Ravi

## 拍摄过程
导演 Linguswamy接受采访时表示，这部电影的灵感来源于母亲讲述的一系列往事。因此，当导演Rajakumaran说服R. B. Choudary给Linguswamy一个机会的时候，他把这些故事讲了一遍，制片人觉得这些故事很有吸引力。这位导演曾协助Vikraman拍摄了另一部家庭剧《Vaanathaippola》。最初，Linguswamy想把这个项目命名为《Thirupathi兄弟》，这也是他后来他制作公司的命名。
Ramya Krishnan最初签约女主角。但是Mammooty对她是否能配合拍摄产生了质疑，因为之前在马拉雅拉姆的一场电影拍摄中，两人发生了争执，随后 Soundarya取而代之。在Soundarya选择退出之后，Devayani与Mammooty成为影片中的搭档。Devayani本该在影片中扮演 Murali夫妇。但是，由于Devayani在2000年的另一部影片《Kannukku Kannaga》中扮演了他的妹妹，所以演员们不太情愿。塔伦本该在影片中饰演第四个哥哥，并且在泰米尔电影中首次亮相，但是后来位置发生了变化，由 Shyam Ganesh担任。
影片的拍摄是在钦奈、奥蒂和梅图帕拉亚姆等地进行的。影片在Kancheepuram Kamakshi寺庙拍摄之后，人们发现地上到处都是垃圾，甚至还有鸡骨头。政府随后介入，阻止出品方在寺庙内拍摄。

## 电影原声带
电影配乐由S. A. Rajkumar作曲。

## 影片评价
电影在上映时获得了很多积极的评价。Chennai Online的Malini Mannath表示，“这是一部很有希望的处女作，”但是对于本片和 Vaanathaippola的相似之处，我们有些意见。Ananda Vikatan给这部电影打了44分（满分100）。该片获得最佳影片奖泰米尔奖和最佳影片奖泰米尔奖。Sneha获得了第三届最佳女演员奖和最佳女演员奖，因为这部影片与她的作品《Virumbugiren》以及《Punnagai Desam》一起获得了认可。为《印度教徒》撰文的Gowri Ramnarayan将本片评为2001年最佳影片之一。

## 票房情况
这部电影在商业上和评价上都获得了成功。它是马莫蒂在泰米尔电影界规模最大的作品之一，也是当年泰米尔电影收入最高的影片之一。

## 其他場景
2005年，一部泰卢固语的翻拍版作为《桑坎迪》上映。一部受欢愉启发的电视剧，名为《潘迪安商店》，于2018年首播。
2022年(封測)，崩壞：星穹鐵道，歡愉命途登場
2023 年崩壞：星穹鐵道，歡愉代表角色花火登場

## 外部連結
- 互联网电影数据库（IMDb）上《欢愉》的资料（英文）